# Khalid El Quandili
 (décembre 2015).
Si vous disposez d'ouvrages ou d'articles de référence ou si vous connaissez des sites web de qualité traitant du thème abordé ici, merci de compléter l'article en donnant les références utiles à sa vérifiabilité et en les liant à la section « Notes et références ».
 (décembre 2015).
Khalid El Quandili est une personnalité française d’origine marocaine et un ancien champion du monde de full-contact.
Il dirige la télévision Canal Atlas et partage son temps entre la France, le Maroc et la Belgique, son pays d'adoption. Depuis 2017, il est également le président de Radio Mercure.

## Biographie

### Jeunesse
Né dans un quartier pauvre de Rabat, il grandit en région parisienne à Nanterre. Il découvre le karaté à douze ans. En 1978, le Kick Boxing vient de faire son apparition en France. Il a été plusieurs fois champion de France, d’Europe et enfin du Monde de 1986 à 1992.

### Activités associatives
En 1984, il crée l’association Sport Insertion Jeunes afin de « Redonner des valeurs aux jeunes, et notamment le respect de l'autorité, en impliquant les parents » ; cela lui vaut d'être contacté par le ministre de la ville et ensuite par François Mitterrand.
Avant de se retrouver dans la cité Pierre Collinet à Meaux, il a vécu une partie de son enfance dans le quartier des Bosquets à Montfermeil.
Il intègre le Conseil économique et social en 1992. Il réalise en 1996 un rapport sur les banlieues pour l'équipe d'Alain Juppé. En 1992, il décline un secrétariat d’État proposé par Pierre Bérégovoy à la demande du président de la République.
Khalid El Quandili a organisé des voyages autour de chantiers, telle la mise en place et l'installation d'équipements sportifs dans des quartiers populaires à l'étranger, et plus particulièrement dans les pays du Maghreb[source insuffisante].
Il organise la journée « J'aime ma banlieue » à la suite des émeutes de 2005 dans les banlieues. Il rassemble 5 000 responsables des cités françaises autour d’une manifestation d’échange sur la banlieue qui agit positivement. Il dénonce à cette occasion l’inefficacité du gouvernement de Villepin sur les plateaux télés et au stade Pierre de Coubertin[source insuffisante].

### Conseiller ministériel
En juillet 2002, il rejoint le ministère de la défense pour s’occuper du volet jeunesse et citoyenneté.[réf. nécessaire]
Il a par la suite réalisé une enquête en 2004 sur la perception de l’armée et de la gendarmerie par les jeunes issus de l’immigration,.